# 埃尔佩雷加塔
埃尔佩雷加塔（西班牙語：Torre El Pedregal）是萨尔瓦多最高的建筑，位于安蒂果库斯卡特兰，由墨西哥建筑师里卡多·列戈瑞达设计，罗伯集团建造。它有28层，总高度104米（341.21英尺）。

## 设计建造

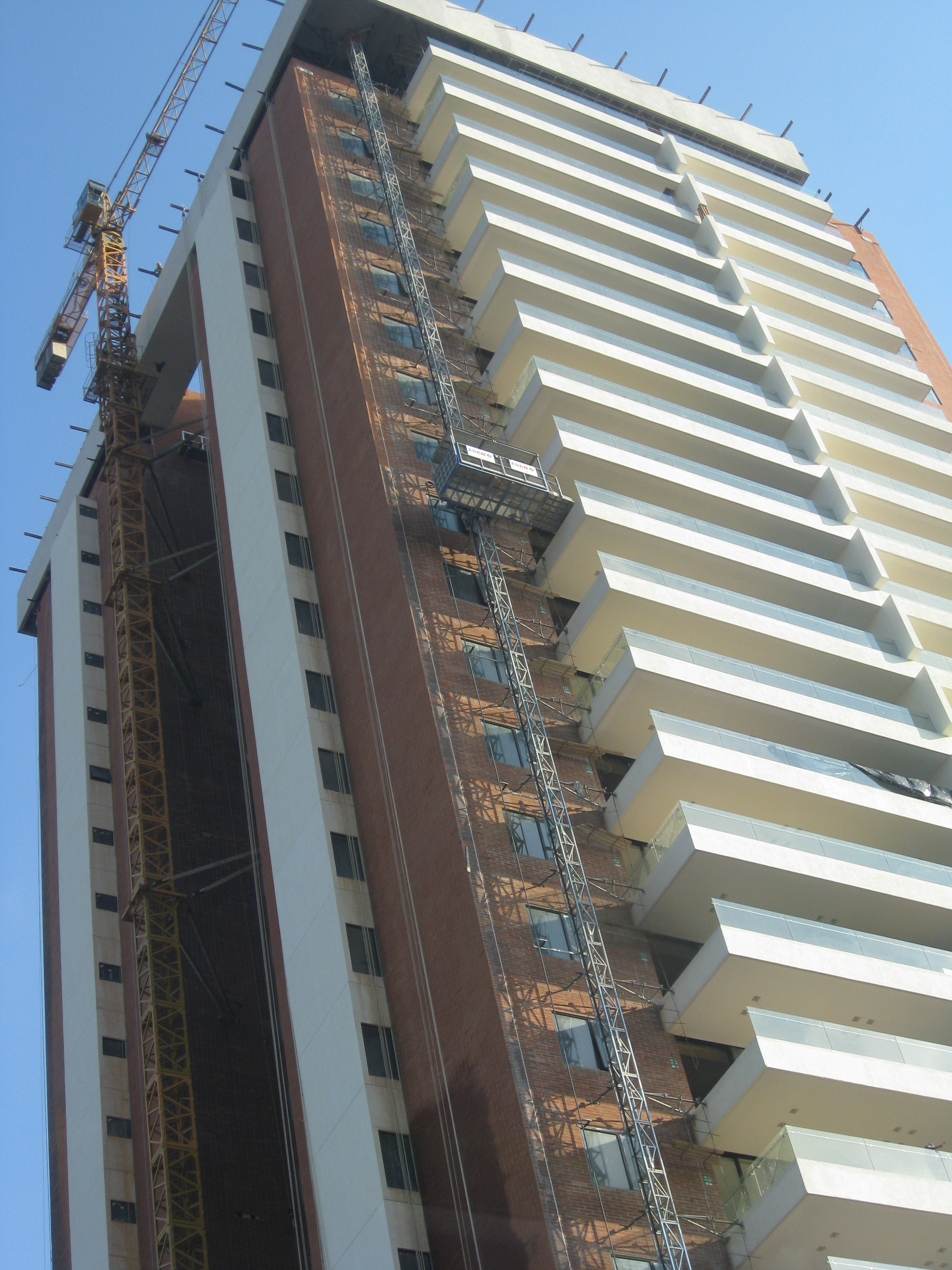

城市发展中的建设导致圣萨尔瓦多成为一个现代化的城市，这一点可以从横跨莫尔提购物广场的罗伯集团埃尔佩雷加公寓大楼中看出。据报道，该建筑将有28层，高度104米（341.21英尺），将成为该国乃至中美洲除巴拿马以外最高的建筑。该项目建在该市最重要的商业区之一。罗伯集团总经理阿尔贝托·波马（Alberto Poma）曾表示，这座大楼已提前完工97%，且已售出88套公寓中的55套。他说：“我们希望通过提供一种在全国独一无二的城市公寓方面产品来实现与其众不同。”两居室和三居室的公寓价格为34.8万美元，包括照明、烟雾探测器、热水、大理石和木地板、厨房花岗岩地板和中央空调等。“埃尔佩雷加公寓大楼的目标是那些想在一个安全和愉快的环境中生活的人，”波马说。该大楼是一个多用途项目的一部分，将分阶段开发，总面积为7个街区（不包括多用途区）。该大型项目的总体规划包括五星级酒店、办公楼、大部分的高层公寓和现存的购物中心。可根据市场需求实施工程。“这是一个很难复制的项目……我们的团队过去常常与众不同，”他说。公寓可以看到火山、圣萨尔瓦多和圣埃琳娜，周围还有绿地、大堂、游客停车场、儿童游乐区、室内外多功能房间、游泳池和健身房等设施。此外，大楼将配备最新的安全技术。例如通过指纹进入电梯。